# Ticodendron incognitum
Ticodendron incognitum Gómez-Laur. & L.D.Gómez è una pianta angiosperma dell'ordine Fagales. È l'unica specie nota del genere Ticodendron Gómez-Laur. & L.D.Gómez. e della famiglia Ticodendraceae Gomez-Laur. & L.D.Gomez.